# Érythrulose
D-Erythrulose (ou érythrulose) est un tétrose ayant pour formule chimique C4H8O4 et fait partie de la famille des cétoses.